# Lista de episódios de Kirby Buckets
Kirby Buckets é uma série original do Disney XD que mistura live-action com animação, que estreou nos EUA em 20 de outubro de 2014. No Brasil, a série teve uma prévia no dia 17 de janeiro de 2015, com a estreia oficial acontecendo em 24 de janeiro de 2015. É destinado a crianças de 6-11 anos de idade e é estrelado por Jacob Bertrand. A série é sobre Kirby Buckets (Jacob Bertrand), que sonha em se tornar um animador famoso como o seu ídolo Mac MacCallister. Kirby vê os seus desenhos tomar forma como ele imaginava e com os seus melhores amigos, Fish e Eli, ele vive aventuras ultrajantes e imprevisíveis.
No dia 13 de janeiro de 2015, a série foi renovada para uma segunda temporada com o início da produção acontecendo em março.
Em Portugal, a série nunca foi exibida na televisão, tendo estreado na sua totalidade no Disney+.

## Resumo
| Temporada | Temporada | Episódios | Exibição original     | Exibição original      | Exibição no Brasil    | Exibição no Brasil     | No Disney+ Portugal    |
| Temporada | Temporada | Episódios | Estreia de temporada  | Final de temporada     | Estreia de temporada  | Final de temporada     | Estreia                |
| --------- | --------- | --------- | --------------------- | ---------------------- | --------------------- | ---------------------- | ---------------------- |
|           | 1         | 21        | 20 de outubro de 2014 | 19 de agosto de 2015   | 24 de janeiro de 2015 | 2 de janeiro de 2016   | 15 de setembro de 2020 |
|           | 2         | 25        | 7 de outubro de 2015  | 29 de agosto de 2016   | 3 de janeiro de 2016  | 30 de novembro de 2016 | 15 de setembro de 2020 |
|           | 3         | 13        | 16 de janeiro de 2017 | 2 de fevereiro de 2017 | 3 de maio de 2017     | TBA                    | 15 de setembro de 2020 |

## Episódios

### 1ª Temporada (2014—15)
| Episódio (série) | Episódio (temp.) | Título                                                                  | Dirigido por         | Escrito por              | Exibição original                              | Código de produção | Audiência (em milhões) |
| --- | ---------------- | ----------------------------------------------------------------------- | -------------------- | ------------------------ | ---------------------------------------------- | ------------------ | ---------------------- |
| 1 | 1                | "Carros, Busões e Animações" "Cars, Buses and Lawnmowers"               | Walt Becker          | Mike Alber & Gabe Snyder | 20 de outubro de 2014 24 de janeiro de 2015    | 101                |                        |
| Kirby descobre a respeito de um concurso de design de personagens, com o prêmio de ter uma oportunidade de conhecer Mac McCallister e mostrar o seu personagem animado na TV. Ele planejava ir com Fish e Eli, mas quando eles estão presos na escola pouco antes da competição, eles têm um plano que os coloca em "Clown Town," uma área abandonada na cidade, onde palhaços assustadores vivem. Enquanto isso, Dawn está irritada com Kirby para a utilização de um desenho constrangedor de sua imagem intitulado "Dawnzilla" como a sua apresentação para o concurso, para que ela e Belinda tentem detê-lo. Dawn, depois quer isso, porque ela quer ser popular, apenas para ser ridicularizada na escola. |                  |                                                                         |                      |                          |                                                |                    |                        |
| 2 | 2                | "O Moscolho" "Flice of Living Dead"                                     | Savage Steve Holland | Shawn Simmons            | 27 de outubro de 2014 31 de janeiro de 2015    | 105                |                        |
| Kirby e seus amigos têm idade suficiente para participar da"Nona Feira Anual de Festival de Filmes de Terror de Forest Hills." No entanto, quando seu professor de biologia acidentalmente quebra um recipiente, o diretor mantém a classe dentro da escola, e eles são capazes de atender. Enquanto isso, Dawn e Belinda são convidadas a uma festa de Halloween organizada pelo Evan, um dos mais legais garotos na escola, no entanto, a festa foi por pouco de ser diferente. |                  |                                                                         |                      |                          |                                                |                    |                        |
| 3 | 3                | "A Lenda de William Trote Jr." "The Legend of Prank Williams Jr."       | David Kendall        | Joe Stillman             | 3 de novembro de 2014 6 de fevereiro de 2015   | -                  |                        |
| Kirby aprende tudo sobre William Trote Jr., o maior brincalhão de todos os tempos. |                  |                                                                         |                      |                          |                                                |                    |                        |
| 4 | 4                | "Um Ano de Sexta-Feiras" "The Year of Fridays"                          | Walt Becker          | Kristofor Brown          | 10 de novembro de 2014 25 de janeiro de 2015   | -                  |                        |
| Kirby e os seus amigos desejam completar a sua 52° sexta-feira festiva, mas Kirby está de castigo. |                  |                                                                         |                      |                          |                                                |                    |                        |
| 5 | 5                | "Kirby Poderoso" "Kirby Almighty"                                       | Savage Steve Holland | Joe Stillman             | 17 de novembro de 2014 7 de fevereiro de 2015  | -                  |                        |
| Kirby começa a usar uma caneta "mágica" que pode desenhar coisas que se tornam realidade. |                  |                                                                         |                      |                          |                                                |                    |                        |
| 6 | 6                | "Anti-Filhotes" "Killer Puppies"                                        | Walt Becker          | Mike Alber & Gabe Snyder | 24 de novembro de 2014 8 de fevereiro de 2015  | 102                |                        |
| Kirby finge esta doente para evitar ficar classificado em um projeto de cozinha ruim e é enviado para a enfermaria. A escola leva a doença a sério, e eles lhe dam simpatia, presentes, e uma festa beneficente para curar a sua "doença". Ele está preocupado de que eles descubram que ele mentiu. |                  |                                                                         |                      |                          |                                                |                    |                        |
| 7 | 7                | "Ataque de Arte" "Art Attack"                                           | Steven Tsuchida      | Nicole Shabtai           | 1 de dezembro de 2014 14 de fevereiro de 2015  | -                  |                        |
| Kirby se junta a um grupo de artistas em segredo depois que ele foi rejeitado na feira de arte. Enquanto isso, Dawn descobre sobre carreira de modelo. |                  |                                                                         |                      |                          |                                                |                    |                        |
| 8 | 8                | "A Escolha do Kirby" "Kirby's Choice"                                   | Steven Tsuchida      | Ed Bedrosian             | 2 de fevereiro de 2015 15 de fevereiro de 2015 | 107                |                        |
| Kirby decide levar seus amigos para uma convenção de video-games. |                  |                                                                         |                      |                          |                                                |                    |                        |
| 9 | 9                | "O Retorno do Mac" "Mac's Back"                                         | Eyal Gordin          | Mike Alber & Gabe Snyder | 9 de fevereiro de 2015 21 de fevereiro de 2015 | 111                |                        |
| O programa favorito de Kirby é cancelado, e ele encoraja o criador da série a voltar ao trabalho. |                  |                                                                         |                      |                          |                                                |                    |                        |
| 10 | 10               | "Chutando o Balde" "Kick The Buckets"                                   | Joe Stillman         | David Kendall            | 23 de fevereiro de 2015 18 de maio de 2015     | 109                |                        |
| Kirby é suspeito de cometer um grande erro de desenhar fotografias ridículas nas paredes da escola. |                  |                                                                         |                      |                          |                                                |                    |                        |
| 11 | 11               | "O Mundo dos Brads" "It's A Brad, Brad, Brad, Brad World"               | Eyal Gordin          | Shawn Simmon             | 16 de março de 2015 25 de maio de 2015         | 110                |                        |
| Kirby é ridicularizado na escola depois de causar uma explosão no banheiro. Para recuperar sua reputação, ele vai ao mundo dos Brads para pegar bottons. |                  |                                                                         |                      |                          |                                                |                    |                        |
| 12 | 12               | "Disputa de Quartos" "Gimme Some Room"                                  | Alex Winter          | Nicole Shabtai           | 23 de março de 2015 1 de junho de 2015         | 112                |                        |
| Kirby é forçado a garantir um encontro para Dawn e Todd Dentão. |                  |                                                                         |                      |                          |                                                |                    |                        |
| 13 | 13               | "Dia do Gato" "Day of the Cat"                                          | Jay Karas            | Steve Leff               | 6 de abril de 2015 4 de outubro de 2015        | 114                |                        |
| Diretor Mitchell pede a ajuda de Kirby para desenhar um retrato de seu gato. |                  |                                                                         |                      |                          |                                                |                    |                        |
| 14 | 14               | "O Quarto Período da Batalha Escolar" "The Rise and Fall of 4th Period" | Jay Karas            | Shawn Simmons            | 17 de junho de 2015 15 de junho de 2015        | -                  |                        |
| Quando o professor da escola pede demissão, Kirby e a classe inteira assumem o poder. |                  |                                                                         |                      |                          |                                                |                    |                        |
| 15 | 15               | "A Caixa da Mágoa" "The Hurt Box"                                       | Jay Karas            | Shawn Simmons            | 24 de junho de 2015 22 de junho de 2015        | 116                |                        |
| Kirby, sem querer, deixa o seu gibi fictício em uma caixa de sugestões para professores e precisa da ajuda de Eli e Fish para recuperá-lo. |                  |                                                                         |                      |                          |                                                |                    |                        |
| 16 | 16               | "O Braço Esquerdo" "Get a Grip"                                         | TBA                  | TBA                      | 1 de julho de 2015 29 de junho de 2015         | 117                |                        |
| Kirby prepara o seu braço para um torneio. |                  |                                                                         |                      |                          |                                                |                    |                        |
| 17 | 17               | "Todas as Mãos no Dexter" "All Hands on Dexter"                         | Alex Winter          | Edward J. Bedrosian      | 8 de julho de 2015 8 de junho de 2015          | 113                |                        |
| Kirby e Fish tentam derrubar um adversário em um jogo de pinball. |                  |                                                                         |                      |                          |                                                |                    |                        |
| 18 | 18               | "O Clube AV" "The AV Kid"                                               | Jay Karas            | Mike Alber e Gabe Snyder | 15 de julho de 2015 8 de agosto de 2015        | -                  |                        |
| Kirby vira amigo de um amante do audiovisual. |                  |                                                                         |                      |                          |                                                |                    |                        |
| 19 | 19               | "A Mãe de Todas as Mentiras" "The Mother of All Lies"                   | Walt Becker          | Joe Stillman             | 22 de julho de 2015 11 de outubro de 2015      | -                  |                        |
| A mãe de Kirby e Dawn aceita um emprego como professora substituta na escola. |                  |                                                                         |                      |                          |                                                |                    |                        |
| 20 | 20               | "Enviando os Palhaços" "Send in the Clowns"                             | Kristofor Brown      | Mike Alber e Gabe Snyder | 12 de agosto de 2015 18 de outubro de 2015     | 120                |                        |
| Kirby tem a oportunidade de fazer um comercial. |                  |                                                                         |                      |                          |                                                |                    |                        |
| 21 | 21               | "Viva ao Pai" "Viva La Dad"                                             | David Kendall        | Ed Bedrosian             | 19 de agosto de 2015 2 de janeiro de 2016      | 121                | 0.35                   |
| Kirby posta vídeos engraçados de seu pai na internet. |                  |                                                                         |                      |                          |                                                |                    |                        |

### 2ª Temporada (2015—16)
| Episódio (série) | Episódio (temp.) | Título                                                                        | Dirigido por         | Escrito por              | Exibição original                            | Código de produção | Audiência (em milhões) |
| --- | ---------------- | ----------------------------------------------------------------------------- | -------------------- | ------------------------ | -------------------------------------------- | ------------------ | ---------------------- |
| 22 | 1                | "Falha de Lançamento" "Failure to Launch"                                     | Eyal Gordin          | Mike Alber Gabe Snyder   | 7 de outubro de 2015 9 de janeiro de 2016    | 201                | 0.36                   |
| Kirby decide lançar mais animações em seu website de desenhos. |                  |                                                                               |                      |                          |                                              |                    |                        |
| 23 | 2                | "O Gil em Minha Vida" "The Gil in My Life"                                    | David Kendall        | Timothy Stack            | 14 de outubro de 2015 10 de janeiro de 2016  | 204                | 0.30                   |
| Kirby resolve ajudar o Gil a salvar o seu trabalho. |                  |                                                                               |                      |                          |                                              |                    |                        |
| 24 | 3                | "O Espírito Escolar" "The School Spirit"                                      | Eyal Gordin          | Kristofor Brown          | 21 de outubro de 2015 3 de janeiro de 2016   | 202                | ASD                    |
| Um espírito assombrado entra no corpo do Fish e precisa da ajuda do Kirby e do Eli para fazer sucesso como o mascote da escola de novo. |                  |                                                                               |                      |                          |                                              |                    |                        |
| 25 | 4                | "Guerra e Pizza" "War and Pizza"                                              | Linda Mendoza        | Shawn Simmons            | 28 de outubro de 2015 16 de janeiro de 2016  | 205                | ASD                    |
| Kirby e seus amigos ficam trancados em casa tentando impedir que pizzaiolos invadem o lugar. |                  |                                                                               |                      |                          |                                              |                    |                        |
| 26 | 5                | "O Kirbinador do Futuro" "The Kirbinator"                                     | Linda Mendoza        | JD Ryznar                | 4 de novembro de 2015 17 de janeiro de 2016  | 206                | ASD                    |
| Kirby é visitado pelo seu "eu" do futuro, para pedir a ajuda dele de tramar uma pegadinha contra Dawn. |                  |                                                                               |                      |                          |                                              |                    |                        |
| 27 | 6                | "Risadinástico!" "Balloonacy!"                                                | David Kendall        | Farhan Arshad            | 18 de novembro de 2015 23 de janeiro de 2016 | 208                | ASD                    |
| Kirby acredita que um professor de sua classe, é na verdade, um palhaço. |                  |                                                                               |                      |                          |                                              |                    |                        |
| 28 | 7                | "Kirby Muda a Escola" "Kirby Sells Out"                                       | Eyal Gordin          | Kyle Mack                | 25 de novembro de 2015 24 de janeiro de 2016 | 209                | ASD                    |
| Kirby resolve se vingar do Diretor Mitchell por ter mudado o estilo de seus desenhos na escola e decide obrigar os outros a sujar o colégio inteiro. |                  |                                                                               |                      |                          |                                              |                    |                        |
| 29 | 8                | "É uma Época de Kirbylegria!" "It's a Kirbyful Life!"                         | David Kendall        | Marissa Berlin           | 30 de novembro de 2015 31 de janeiro de 2016 | 207                | ASD                    |
| Na véspera de natal, Kirby acabou tendo o pior pesadelo de sua vida: ele perdeu os seus poderes de desenhar. |                  |                                                                               |                      |                          |                                              |                    |                        |
| 30 | 9                | "Garoto Atacante" "Atta Boy"                                                  | Jay Karas            | Ed Bedrosian             | 2 de dezembro de 2015 30 de janeiro de 2016  | 212                | ASD                    |
| Kirby suja as calças de jogador de seu pai e precisa de toda a ajuda de Fish e Eli para conseguir uma luva de atacante. |                  |                                                                               |                      |                          |                                              |                    |                        |
| 31 | 10               | "Eu Sou Gregory" "I, Gregory"                                                 | Eyal Gordin          | Mike Alber Gabe Snyder   | 27 de janeiro de 2016 2 de abril de 2016     |                    | ASD                    |
| Kirby, Eli e Fish decidem ajudar um sistema robótico de monitoramento da escola a ser levado para o seu criador no conserto. |                  |                                                                               |                      |                          |                                              |                    |                        |
| 32 | 11               | "Fim de Semana com Inga" "Weekend with Inga"                                  | Jay Karas            | Shawn Simmons            | 10 de fevereiro de 2016 9 de abril de 2016   |                    | ASD                    |
| Kirby recebe a visita de sua avó, Inga, que possui uma queda por um de seus personagens. Mas isto apenas traz muitos problemas para o Kirby. |                  |                                                                               |                      |                          |                                              |                    |                        |
| 33 | 12               | "Zoador Impossível" "Ripper Impossible"                                       | Eyal Gordin          | Ben Gloss Ross Zimmerman | 17 de fevereiro de 2016 16 de abril de 2016  |                    | ASD                    |
| Kirby pede reforços para acabarem com as pegadinhas de Dave, o Zoador. |                  |                                                                               |                      |                          |                                              |                    |                        |
| 34 | 13               | "Kirby na Prisão" "Kirby to the Max"                                          | David Kendall        | Timothy Stack            | 24 de fevereiro de 2016 23 de abril de 2016  |                    | ASD                    |
| Quando a escola toda pensa que Kirby finalmente derrotou o Todd Dentão, ele acaba se metendo em uma situação maior. |                  |                                                                               |                      |                          |                                              |                    |                        |
| 35 | 14               | "Onde Vocês Foram, Manos?" "Oh Bros, Where Are Thou?"                         | David Kendall        | Marissa Berlin           | 2 de março de 2016 30 de abril de 2016       |                    | ASD                    |
| Kirby passa dos limites com suas pegadinhas na escola e uma delas acabam entregando Eli e Fish aos seus parentes. |                  |                                                                               |                      |                          |                                              |                    |                        |
| 36 | 15               | "Igualdades" "Twinsies"                                                       | Eyal Gordin          | Kylie Mack               | 9 de março de 2016 28 de maio de 2016        |                    | ASD                    |
| Quando um grupo de estudantes de outro colégio se mudam para a escola Forest Hills, Kirby e sua turma descobrem que os novos alunos tem alguma coisa muito em comum com eles. |                  |                                                                               |                      |                          |                                              |                    |                        |
| 37 | 16               | "Diga Tio" "Say Uncle"                                                        | Eyal Gordin          | JD Ryznar                | 16 de março de 2016 7 de maio de 2016        |                    | ASD                    |
| Kirby recebe a visita inesperada de seu tio distante, que começa a dificultar as coisas demais para ele. |                  |                                                                               |                      |                          |                                              |                    |                        |
| 38 | 17               | "Quando Mitchell Conheceu o Papai" "When Mitchell Met Dad"                    | Eyal Gordin          | Mike Alber Gabe Snyder   | 23 de março de 2016 29 de maio de 2016       |                    | ASD                    |
| Kirby descobre que o Diretor Mitchell virou o amigo do seu pai. |                  |                                                                               |                      |                          |                                              |                    |                        |
| 39 | 18               | "A Batalha do Mitchell" "Mitchell's Gauntlet"                                 | Savage Steve Holland | Mike Alber Gabe Snyder   | 30 de março de 2016 10 de agosto de 2016     |                    | ASD                    |
| Kirby tenta recuperar o presente de aniversário da sua mãe em uma batalha medieval na escola criada pelo Diretor Mitchell. |                  |                                                                               |                      |                          |                                              |                    |                        |
| 40 | 19               | "Pedra da Loucura" "Call of Doodie"                                           | Joe Menendez         | Joe Stillman             | 20 de junho de 2016 17 de agosto de 2016     |                    | ASD                    |
| Kirby e sua família tentam impedir que sua casa seja demolida e se transforme em um terreno de homanagem a um cachorro revolucionário que possui uma pedra estranha como sua principal demonstração de sua grandeza.                                                                       |                  |                                                                               |                      |                          |                                              |                    |                        |
| 41 | 20               | "Bebês do Túnel" "Tunnel Babies"                                              | Joe Menendez         | JD Ryznar                | 27 de junho de 2016 24 de agosto de 2016     |                    | ASD                    |
| Kirby descobre que a Dawn havia salvado a sua vida quando eles eram bebês perdidos dentro de um túnel estranho, e isto acaba fazendo com que ele receba o papel de ajudante da Dawn. A única forma de acabar com esta situação é fazendo com que a Dawn seja salva, desta vez, pelo Kirby. |                  |                                                                               |                      |                          |                                              |                    |                        |
| 42 | 21               | "Buckets do Dinheiro" "Buckets of Money"                                      | David Kendall        | Bijan-Shams Pirzadeh     | 11 de julho de 2016 9 de novembro de 2016    |                    | ASD                    |
| Kirby fica ganancioso ao ganhar uma fortuna rica em dinheiro de um amigo. |                  |                                                                               |                      |                          |                                              |                    |                        |
| 43 | 22               | "A Tocha" "Torched"                                                           | David Kendall        | Ed Bedrosian             | 25 de julho de 2016 31 de agosto de 2016     |                    | ASD                    |
| Kirby ajuda um garoto que é fascinado pelos jogos olímpicos a segurar uma tocha. |                  |                                                                               |                      |                          |                                              |                    |                        |
| 44 | 23               | "Tempo pra Mim: A Badala de Mac e Mamãe" "Me Time: The Ballad of Mac and Mom" | Savage Steve Holland | Shawn Simmons            | 15 de agosto de 2016 16 de novembro de 2016  |                    | ASD                    |
| Kirby volta nos anos 90 e tenta consertar a rivalidade entre a sua mãe e o seu ídolo. |                  |                                                                               |                      |                          |                                              |                    |                        |
| 45 | 24               | "A Batalha de Campanhas" "Battle of the Ballots"                              | Kristofor Brown      | Kristofor Brown          | 22 de agosto de 2016 23 de novembro de 2016  |                    | ASD                    |
| Quando Kirby é flagrado fazendo uma festa na sala do Diretor Mitchell, ele é obrigado a fazer uma campanha presidencial para a escola. |                  |                                                                               |                      |                          |                                              |                    |                        |
| 46 | 25               | "Os Talentos" "The Goods"                                                     | Kristofor Brown      | Mike Alber Gabe Snyder   | 29 de agosto de 2016 30 de novembro de 2016  |                    | ASD                    |
| Kirby tenta descobrir o seu maior talento para ser o ajudante de seu ídolo, Mac McCallister, em um novo programa. |                  |                                                                               |                      |                          |                                              |                    |                        |

### 3a Temporada (2017)
No dia 4 de março de 2016, a série foi renovada para uma terceira temporada.
| Episódio (série) | Episódio (temp.) | Título                                                                                         | Dirigido por     | Escrito por            | Exibição original                         | Código de produção | Audiência (em milhões) |
| --- | ---------------- | ---------------------------------------------------------------------------------------------- | ---------------- | ---------------------- | ----------------------------------------- | ------------------ | ---------------------- |
| 47 | 1                | "É, Isto Está Acontecendo" "Yep, This is Happening"                                            | Kristofor Brown  | Mike Alber Gabe Snyder | 16 de janeiro de 2017 3 de maio de 2017   | 301                | 0.14                   |
| Kirby descobre um aparelho de viagem no tempo na sala do Diretor Mitchell que lhe permite viajar entre as dimensões no momento em que ele quiser. Mas, quando seus pais são jogados para dentro do portal, ele e sua irmã, Dawn, devem seu unir para salvá-los. |                  |                                                                                                |                  |                        |                                           |                    |                        |
| 48 | 2                | "Um Péssimo Semestre" "Bad Seed"                                                               | Mathew Rudenberg | Kristofor Brown        | 17 de janeiro de 2017 10 de maio de 2017  | 302                | 0.13                   |
| Kirby, Fish e Eli viajam no tempo, e juntos, eles descobrem uma nova escola universitária de Forest Hills. |                  |                                                                                                |                  |                        |                                           |                    |                        |
| 49 | 3                | "Rainha Dawn" "Queen for a Dawn"                                                               | Trish Sie        | Timothy Stack          | 18 de janeiro de 2017 17 de maio de 2017  | 303                | 0.13                   |
| Kirby e Dawn viajam para uma dimensão medieval onde a Dawn é declarada rainha. |                  |                                                                                                |                  |                        |                                           |                    |                        |
| 50 | 4                | "O Blues de Forest Hills" "Forest Hills Blues"                                                 | Trish Sie        | Romanski               | 19 de janeiro de 2017 24 de maio de 2017  | 304                | 0.16                   |
| Kirby viaja para uma dimensão onde ele trabalha como um membro da polícia. |                  |                                                                                                |                  |                        |                                           |                    |                        |
| 51 | 5                | "Chad Legal" "Cool Chad"                                                                       | Jay Karas        | Mike Alber Gabe Snyder | 20 de janeiro de 2017 31 de maio de 2017  | 305                | 0.13                   |
| Kirby e Dawn encontram os seus pais em uma dimensão controlada pelo capitão de uma festa descolada da escola chamado Chad Legal. |                  |                                                                                                |                  |                        |                                           |                    |                        |
| 52 | 6                | "O Sem Trote" "The Unpranked"                                                                  | Jay Karas        | Ed Bedrosian           | 23 de janeiro de 2017 7 de junho de 2017  | 306                | -                      |
| Kirby, Fish e Eli viajam para uma dimensão onde são comemorados os maiores trotes do dia do William Trote Jr. |                  |                                                                                                |                  |                        |                                           |                    |                        |
| 53 | 7                | "Comandante Kirbo" "Commander Kirbo"                                                           | David Kendall    | Kyle Mack              | 24 de janeiro de 2017 14 de junho de 2017 | 307                | 0.08                   |
| Em uma dimensão paralela alternativa, Kirby é o comandante de uma nave espacial e Fish e Eli são os seus principais tenentes. |                  |                                                                                                |                  |                        |                                           |                    |                        |
| 54 | 8                | "Labirinto dos Horrores do Dr. Macarrão Com Queijo" "Dr. Mac' n Cheese's Labyrinth of Horrors" | David Kendall    | Erin Wagoner           | 25 de janeiro de 2017 21 de junho de 2017 | 308                | 0.15                   |
| Kirby e sua família viajam para uma dimensão com armadilhas controladas por um porquinho-da-índia e seu zelador-assistente. |                  |                                                                                                |                  |                        |                                           |                    |                        |
| 55 | 9                | "Closing Time"                                                                                 | ASD              | ASD                    | 26 de janeiro de 2017                     | 309                | ASD                    |
| 56 | 10               | "A Tale of Two Kirbys"                                                                         | ASD              | ASD                    | 30 de janeiro de 2017                     | 310                | ASD                    |
| 57 | 11               | "That Sinking Feeling"                                                                         | ASD              | ASD                    | 31 de janeiro de 2017                     | 311                | ASD                    |
| 58 | 12               | "Orbed and Dangerous"                                                                          | ASD              | ASD                    | 1 de fevereiro de 2017                    | 312                | ASD                    |
| 59 | 13               | "Yep, Still Happening"                                                                         | ASD              | ASD                    | 2 de fevereiro de 2017                    | 313                | ASD                    |